# Лугиничи
Лугиничи (бел. Лугінічы) — упразднённая деревня в Октябрьском сельсовете Буда-Кошелёвского района Гомельской области Белоруссии.
В связи с радиационным загрязнением после Чернобыльской катастрофы жители (47 семей) переселены в 1990-93 годах в чистые места.

## География

### Расположение
В 14 км на восток от районного центра и железнодорожной станции Буда-Кошелёвская (на линии Жлобин — Гомель), 34 км от Гомеля.

### Гидрография
На юге, востоке и западе мелиоративные каналы.

## Транспортная сеть
Транспортные связи по просёлочной дороге, а затем по шоссе Довск — Гомель. Планировка состоит из прямолинейной почти широтной улицы. Застройка деревянная усадебного типа.

## История
По письменным источникам известна с XVI века. Упоминается в материалах 1525-27 годов о конфликтах между Великим княжеством Литовским и Московским государством. В инвентаре Чечерского староства 1704 года обозначена как деревня. По описи Чечерского староства 1765 года 17 дымов.
После 1-го раздела Речи Посполитой (1772 год) в составе Российской империи. По ревизским материалам 1859 года в составе Чечерского поместья графа И. И. Чернышёва-Кругликова. С 1884 года действовали хлебозапасный магазин, школа грамоты, мельница, в Дудичской волости Рогачёвского уезда Могилёвской губернии. В 1909 году 367 десятин земли.
С 8 декабря 1926 года по 30 декабря 1927 года центр Лугиничского сельсовета Уваровичского района Гомельского округа. В 1930 году организован колхоз «Боевой», работали ветряная мельница и кузница. Во время Великой Отечественной войны погиб 51 житель деревни. По переписи 1959 года в составе совхоза «Краснооктябрьский» (центр — деревня Октябрь).

## Население

### Численность
- 2010 год — жителей нет.

### Динамика
- 1909 год — 46 дворов, 335 жителей.
- 1926 год — 62 двора, 363 жителя.
- 1959 год — 241 житель (согласно переписи).
- 1990-93-е — жители (47 семей) переселены.